# Alpträume (Stephen King)
Das Buch Albträume (auch Alpträume in älteren Ausgaben) ist eine dem Schriftsteller Thomas Williams gewidmete Sammlung von 24 Kurzgeschichten von Stephen King aus dem Jahr 1993. Im englischen Original ist diese Sammlung unter dem Titel Nightmares and Dreamscapes erschienen. Alpträume ist Kings dritte Kurzgeschichtensammlung nach Nachtschicht und Blut.

## Die einzelnen Kurzgeschichten im Überblick
In alten Taschenbuchausgaben der deutschen Übersetzung befinden sich nur die ersten 12 Geschichten. Die übrigen Kurzgeschichten sind als weiteres Taschenbuch unter dem Titel Abgrund erschienen. In neueren Taschenbuchausgaben der deutschen Übersetzung sind alle Geschichten außer Der Bettler und der Diamant enthalten.
In der Einleitung geht King ausführlich auf seine lebenslange Faszination mit dem Übersinnlichen ein. Im Nachwort finden sich für einige der enthaltenen Geschichte Anmerkungen von King, die Aufschluss über deren Entstehungsprozess geben.
1. Dolans Cadillac (engl.: Dolan's Cadillac)
In dieser „Rachegeschichte“ wird der titelgebende Dolan mitsamt seinem Cadillac lebendig in der Wüste begraben. King beschreibt im Nachwort seine Schwierigkeiten mit dieser Geschichte, da er für sie sehr viel recherchieren musste.
2. Das Ende des ganzen Schlamassels (engl.: The End of the Whole Mess)
Ein Wunderkind, das ein Mittel erfindet, welches bei jedem Lebewesen Aggressionen mindern kann, findet einen Weg, die gesamte Menschheit damit zu impfen. Das Leben wird zum Paradies auf Erden – bis die Nebenwirkungen einsetzen und alle Menschen an Demenz sterben.
3. Kinderschreck (engl.: Suffer the Little Children)
Die Welt der Lehrerin Miss Sidley gerät aus den Fugen, als sie bemerkt, dass ihre Schüler Monster sind. Um die Welt zu retten, beschließt sie, die Kinder zu töten.
4. Der Nachtflieger (engl.: The Night Flier)
Der Journalist Richard Dees wittert die Story seines Lebens und heftet sich an die Fersen des „Nachtfliegers“ – ein Serienmörder – der mit seinem Kleinflugzeug von Flugplatz zu Flugplatz fliegt und ein Mordopfer nach dem anderen hinterlässt. Als Dees ihn einholt, stellt er fest, dass er es mit einem Vampir zu tun hat.
5. Popsy
In der zweiten Vampirgeschichte der Sammlung entführt Biggs Sheridan Kinder, um seine Wettschulden zu begleichen. Er hat darin bereits einige Erfahrung, als ihm ein Junge in die Hände fällt, der ganz und gar nicht normal ist. Er schreit nach seinem Popsy und weist Sheridan immer wieder darauf hin, dass sein Großvater ihn retten würde. Als Popsy schließlich auf Sheridans fahrendem Wagen landet und die Eckzähne des Jungen länger werden, weiß Biggs, dass er inmitten einer Vampirgeschichte ist. Allerdings ohne glückliches Ende für ihn. Im Nachwort legt King nahe, dass die Figur des "Popsy" wahrscheinlich niemand anderes als der Nachtflieger aus der Geschichte davor ist.
6. Es wächst einem über den Kopf (engl.: It grows on you)
Diese Geschichte blickt – nach Needful Things – noch einmal nach Castle Rock zurück, verzichtet jedoch weitgehend auf eine konkrete Handlung.
7. Klapperzähne (engl.: Chattery Teeth)
Der Handlungsreisende Bill Hogan nimmt einen Anhalter mit, der ihn mit dem Messer bedroht. Als Bill sich weigert, die Anweisungen zu befolgen, kommt es zu einem Unfall. Nach dem Unfall wird Bill von dem Kriminellen attackiert. Glücklicherweise hat Bill kurz zuvor einen Scherzartikel geschenkt bekommen: Aufziehbare „Klapperzähne“. Diese entwickeln nun ein Eigenleben und fallen über den Anhalter her.
8. Zueignung (engl.: Dedication)
Ein Zimmermädchen – im Glauben, für ihren Sohn etwas vom Ruhm eines reichen Mannes abzubekommen – isst in einem Hotelzimmer Sperma von einem Bettlaken. Diese Geschichte erschien bereits 1988 im Sammalband Night Visions 5,[2] dessen Herausgeber Douglas E. Winter die Leser vor Kings „unappetitlichster Geschichte“ warnte.
9. Der rasende Finger (engl.: The Moving Finger)
Howard Mitla führt einen einsamen Kampf gegen einen Finger, der aus seinem Waschbecken wächst und immer länger wird. Und wenn schon der Finger so lang ist, wo und was ist dann der Rest?
10. Turnschuhe (engl.: Sneakers)
In einer öffentlichen „Spuktoilette“ treibt ein Toter in Turnschuhen noch immer sein Unwesen.
11. Verdammt gute Band haben die hier (engl.: You Know They Got A Hell Of A Band)
Ein Ehepaar kommt von der Straße ab und landet im „Rock 'n Roll Heaven“, einer Kleinstadt, in der verstorbene Rockstars wie Buddy Holly oder Elvis Presley ein Geisterleben führen. Das Ehepaar und viele andere unfreiwillig Gestrandete werden im wahrsten Sinne des Wortes zu einem gefesselten Publikum. King beantwortete sich mit dieser Geschichte seine eigene Frage, warum so viele Rockstars eigentlich so früh verstarben.
12. Hausentbindung (engl.: Home Delivery)
In einer Welt, in der Zombies die Herrschaft übernommen haben, muss Maddie Pace ihr Kind selbst zur Welt bringen und ihren untoten Ehemann bekämpfen. King ist Fan von George Romeros Zombiefilmen und leistete diesen Beitrag ursprünglich zu der Sammlung Book of the Dead. Die Geschichte ist eine von sechs, die für die Sonderausgabe The Secretary of Dreams auserwählt wurden.
13. Regenzeit (engl.: Rainy Season)
In Willow, Maine regnet es alle sieben Jahre Kröten und jedes Mal muss ein Ehepaar als Opfer herhalten. Diese Geschichte beendete nach Aussagen von King selbst eine seiner wenigen Schreibblockaden. Die Geschichte ist eine von sechs, die für die Sonderausgabe The Secretary of Dreams auserwählt wurden.
14. Mein hübsches Pony (engl.: My Pretty Pony)
Diese Geschichte ist ein Teil eines abgebrochenen Romans, in dem King den Hauptcharakter über das Wesen der Zeit erzählen lässt.
15. Entschuldigung, richtig verbunden (engl.: Sorry, Right Number)
Eine Frau telefoniert per Zeitreise mit sich selbst.
16. Die Zehn-Uhr-Leute (engl.: The Ten O'Clock People)
Eine Geschichte über Raucher, die sich um zehn Uhr versammeln, um außerhalb öffentlicher Gebäude zu rauchen. Manche von ihnen können aufgrund des Nikotins plötzlich fremdartige Wesen sehen – und wappnen sich zum Kampf.
17. Crouch End
Ein Ehepaar verläuft sich im Londoner Viertel Crouch End und gerät in einen an H. P. Lovecrafts Werke angelehnten Alptraum. King selbst verirrte sich in Crouch End auf dem Weg zu seinem Freund Peter Straub.
18. Das fünfte Viertel (engl.: The Fifth Quarter)
Eine Gangstergeschichte um eine in vier Teile gerissene Schatzkarte und die einzige Geschichte, die Stephen King unter dem Pseudonym John Swithen geschrieben hat.
19. Das Haus in der Maple Street (engl.: The House on Maple Street)
Ein Familienhaus verwandelt sich langsam (und nur von den Kindern bemerkt) in ein Raumschiff. Die Kinder planen schnell und sorgen dafür, dass nur der verhasste Stiefvater im Haus ist, wenn der Start ins All stattfindet. King schrieb diese Geschichte für seine Kinder.
20. Der Fall des Doktors (engl.: The Doctor's Case)
Eine Hommage an Sherlock Holmes, in der Doktor Watson den Fall löst. Erstmals erschienen in der Sammlung The New Adventures of Sherlock Holmes.
21. Umneys letzter Fall (engl.: Umney's Last Case)
Eine Hommage an Raymond Chandler, die zunächst nur im Internet veröffentlicht wurde und laut King seine Lieblingsgeschichte des Bandes ist. Bereits bevor King selbst in Der dunkle Turm auftritt, schrieb er diese Geschichte über einen Autor, der in einen seiner Romane eindringt, um dort die Hauptfigur zu spielen. Er will die Rolle seines Romandetektivs Umney übernehmen und verbannt ihn in die reale Welt.
22. Kopf runter (engl.: Head Down)
Ein Essay über Baseball.
23. August in Brooklyn (engl.: Brooklyn August)
Ein Gedicht über Baseball, das Jim Bishop – einem Dozenten aus der Studienzeit Kings[3] – gewidmet ist.
24. Der Bettler und der Diamant (engl.: The Beggar and the Diamond)
Freie Nacherzählung einer Hindu-Parabel.

## Verknüpfungen mit anderen Werken
- Die friedliche Stadt La Plata in Das Ende des ganzen Schlamassels wird bereits in Es erwähnt.
- Reporter Richard Dees aus Der Nachtflieger wollte einmal einen gewissen Johnny Smith interviewen (Dead Zone – Das Attentat).

## Filmversionen
Folgende Geschichten wurden als Spielfilme umgesetzt:
- Der Nachtflieger unter dem Titel Stephen King’s The Night Flier
- Dolan’s Cadillac (unter demselben Titel)
- Klapperzähne diente teilweise als Vorlage für Quicksilver Highway

Folgende Geschichten wurden als Episoden in der Mini-Fernsehserie Nightmares & Dreamscapes: Nach den Geschichten von Stephen King umgesetzt:
- Das Ende des ganzen Schlamassels
- Verdammt gute Band haben die hier
- Crouch End
- Das fünfte Viertel
- Umneys letzter Fall

Weiterhin wurden folgende Geschichten als Kurzfilme umgesetzt:
- Der rasende Finger wurde als eine Episode der Fernsehserie Monsters umgesetzt[4]
- Entschuldigung, richtig verbunden wurde als eine Episode der Fernsehserie Geschichten aus der Schattenwelt umgesetzt[5]
- Hausentbindung wurde als Animationsfilm umgesetzt[6]
- Regenzeit[7]

## Ausgaben
Die deutsche Übersetzung wurde von Joachim Körber übernommen.
- Alpträume – Nightmares and Dreamscapes. (Enthält alle Geschichten), Hardcover, Heyne, München 1993, ISBN 978-3-455-03741-8
- Alpträume – Nightmares and Dreamscapes. Teil 1 (die ersten zwölf Geschichten)[Anm. 2], Taschenbuch, Heyne, München 1995, ISBN 978-3-453-50338-0
- Abgrund – Nightmares and Dreamscapes. Teil 2 (die restlichen zwölf Geschichten)[Anm. 2], Taschenbuch, Heyne, München 1995, ISBN 978-3-453-08888-7
- Albträume – Nightmares and Dreamscapes. (Alle Geschichten, außer der letzten)[Anm. 2], Taschenbuch, Heyne, München 2013, ISBN 978-3-453-43686-2